# Dagbladet Information
Dagbladet Information (dt. „Tageszeitung Information“), alltagssprachlich Information genannt, ist eine dänische Tageszeitung, die landesweit erscheint. Die Zeitung wurde am 5. Mai 1945 von Børge Outze gegründet und erschien als Nachfolge der im Zweiten Weltkrieg – unter der deutschen Besatzung – illegal erscheinenden Zeitschriften des dänischen Widerstands. Die Zeitung erhebt seit ihrer Gründung den Anspruch, unabhängig von Parteipolitik und finanziellen Interessen zu sein.
In den Jahren 1970–1986 war die Zeitung im Besitz der Belegschaft und hatte im Zuge der 68er-Bewegung ein stark sozialkritisches Profil. Die Zeitung spielte eine wichtige Rolle als Diskussionsforum für die politische Linke in Dänemark. Seit 1986 bemüht sich Information um ein breiteres Profil mit einem Schwerpunkt auf analytischem Journalismus und hat inzwischen ein starkes Umwelt- und Klimaprofil.
Chefredakteur bis 2016 war Christian Jensen, dem Rune Lykkeberg nachfolgte.